# 1461
1461 (MCDLXI) var ett normalår som började en torsdag i den julianska kalendern.

## Händelser

### Mars
- 4 mars – Under det pågående engelska inbördeskriget rosornas krig blir den engelske kungen Henrik VI avsatt av tronpretendenten Edvard IV, som samma dag utropas till ny kung av England och herre över Irland.
- 9 mars – Frankrikes ockupation av Genua upphör.[1]

### Sommaren
- Sommaren – Svenskarna påläggs nya skatter av danskarna, eftersom Kristian I behöver pengar för att inte förlora det nyinköpta Schleswig-Holstein.
- Efter Trabzons fall 15 augusti 1461 erövras hela kejsardömet Trabzon av det Osmanska riket.

## Födda
- 3 april - Anne de Beaujeu, fransk prinsessa och regent.
- 24 december – Kristina av Sachsen, drottning av Danmark 1481–1513, av Norge 1483–1513 och av Sverige 1497–1501, gift med kung Hans

## Avlidna
- 4 februari – Owen Tudor, walesisk adelsman
- 22 juli – Karl VII, kung av Frankrike sedan 1422
- Sharifa Fatima, politisk och religiös ledare för Zaiddiyaharaberna i Jemen.

### Fotnoter
1. ↑  World Statesmen (läst 6 april 2011)